# ヨハン・ニーマン

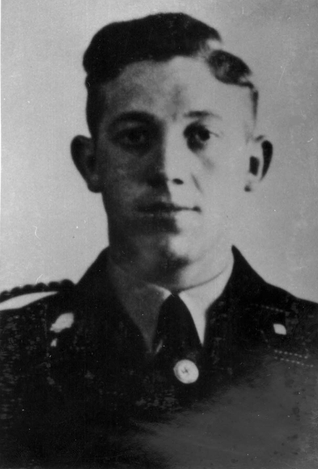
1941年頃

ヨハン・ニーマン（Johann Niemann、1913年8月4日‐1943年10月14日）は、ナチス・ドイツのソビボル強制収容所の副所長。親衛隊（SS）の隊員であり、最終階級は親衛隊少尉（SS-Untersturmführer）。

## 略歴

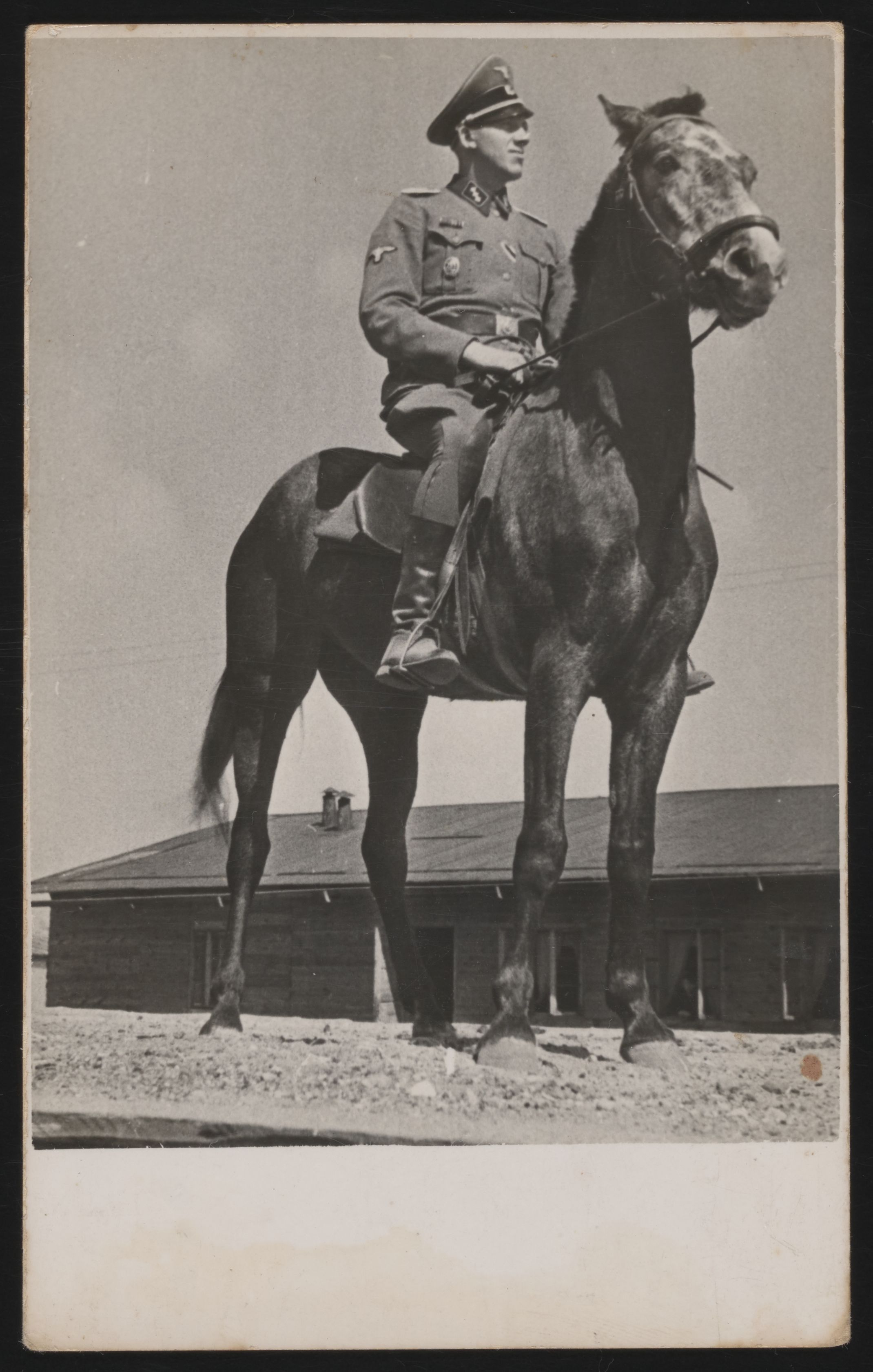
1943年のニーマン。画像は左右対称になっている。

ノルウェーのヴォーレン(en:Völlen)出身。1931年にナチス党に入党（党員番号753,836）、親衛隊隊員となった（隊員番号270,600）。1934年にエステルウェーゲン強制収容所(KZ Esterwegen)、1938年から1941年にかけてザクセンハウゼン強制収容所、1942年にはベルゼック強制収容所で看守をつとめた。親衛隊上級曹長（SS-Hauptscharführer）の時にソビボル強制収容所へ転属となり、同収容所の副所長に就任する。1943年2月12日に親衛隊全国指導者ハインリヒ・ヒムラーがソビブルを視察しており、この際に親衛隊少尉に昇進。ニーマンは二級戦功十字章の叙勲を受けていた。
ソビボルの囚人のレオン・フェルトヘンドラー、アレクサンドル・ペチェルスキーらはひそかに脱走を企て、SS看守たちを一人ずつ殺害することを計画した。決行日は所長フランツ・ライヒライトナー親衛隊大尉やその片腕グスタフ・ワグナー親衛隊曹長がいない1943年10月14日となった。同日、副所長であるニーマン少尉は最初のターゲットとなり、収容所内の洋裁バラックに軍服を取りに来たところを囚人たちに斧で殺害された。
映画「脱走戦線 ソビボーからの脱出（Escape from Sobibor）」（1987年英国）ではヘンリー・ストロー（Henry Stolow）がニーマン少尉を演じた。